# Squatina japonica
Squatina japonica é uma espécie de tubarão-anjo (família Squatinidae), encontrado no noroeste do Oceano Pacífico, nas costas da China, Japão e Coreia. É um tubarão bentônico, habitando fundos arenosos até 300 m de profundidade. Esta espécie possui corpo achatado com nadadeiras peitorais e pélvicas semelhantes a asas, características de sua família, e pode atingir 1,5 m ou mais de comprimento. Suas duas barbatanas dorsais estão posicionadas atrás das barbatanas pélvicas, e uma fileira de espinhos grandes ocorre ao longo de sua linha dorsal mediana. Sua superfície superior é camuflada, com numerosos pontos escuros quadrados sobre um fundo marrom.
Alimentando-se de peixes, cefalópodes e crustáceos, o S. japonica é um predador de emboscada noturno que passa a maior parte do dia imóvel no fundo do mar. Esta espécie é vivípara, dando à luz filhotes vivos nutridos por vitelo durante a gestação. O tamanho da ninhada varia de dois a dez filhotes. A espécie não representa perigo para humanos, a menos que provocado. É capturado em grande quantidade e utilizado para carne e shagreen [en], um tipo de couro.

## Taxonomia e filogenia
A espécie Squatina japonica foi descrita pelo ictiologista holandês Pieter Bleeker em 1858, na revista Acta Societatis Scientiarum Indo-Neerlandicae. O holótipo é um macho de 53 cm de comprimento, coletado em Nagasaki, Japão, o que explica o epíteto específico japonica. Outros nomes comuns em inglês para esta espécie incluem change angel shark, change canopy shark, Japanese angelfish, and Japanese monkfish.
Uma análise filogenética de 2010, baseada em DNA mitocondrial, indicou que S. japonica forma um clado com outros tubarões asiáticos estudados: S. tergocellatoides [en] e o par de espécies-irmãs S. formosa [en] e S. legnota [en]. Essas espécies asiáticas estão, por sua vez, relacionadas a espécies de tubarões-anjo da Europa e do norte da África. Estimativas de relógio molecular sugerem que a linhagem de Squatina japonica divergiu das demais espécies asiáticas há cerca de 100 milhões de anos, durante o Cretáceo.

## Descrição

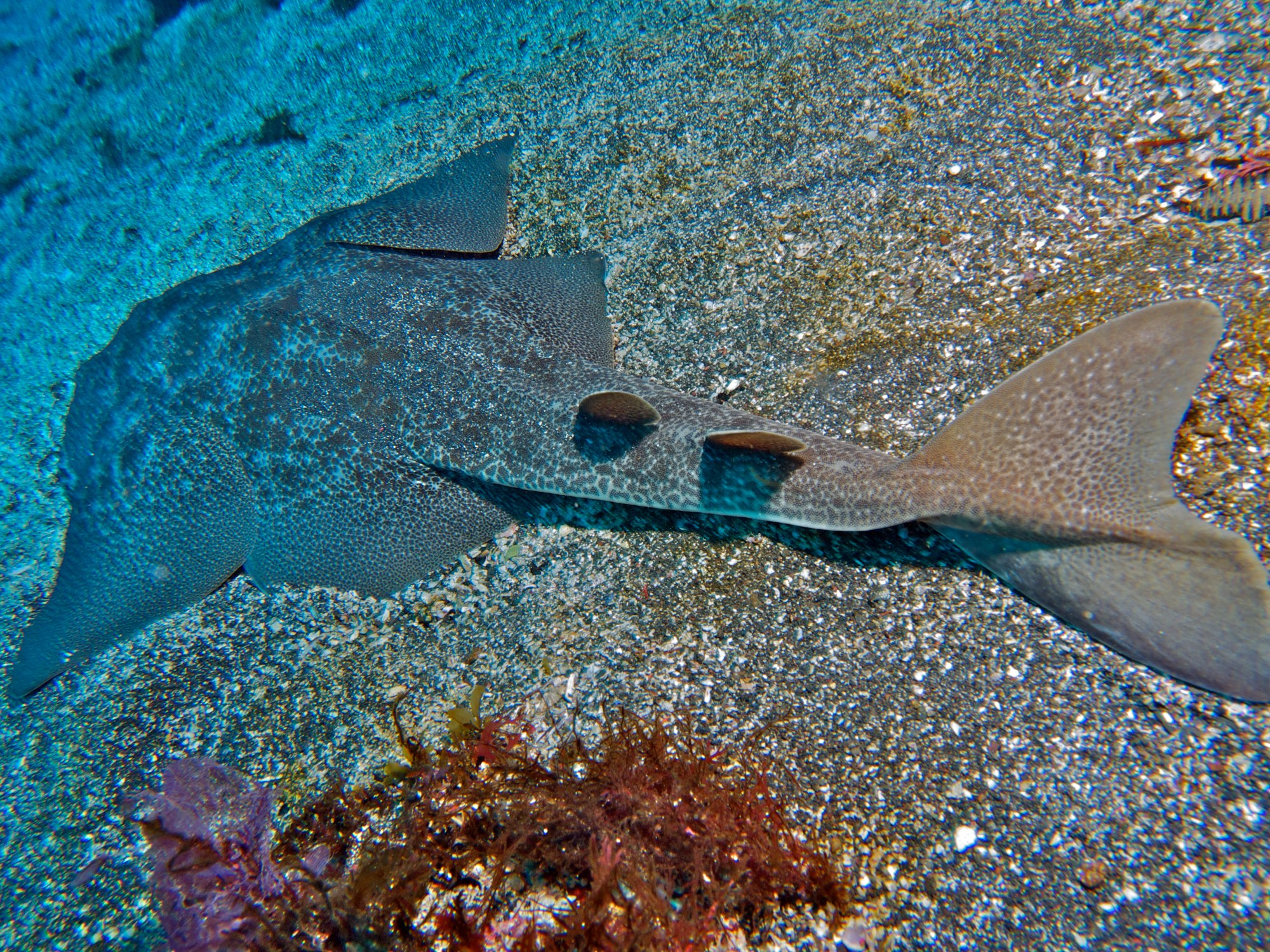
As barbatanas dorsais do tubarão-anjo-japonês estão localizadas atrás das extremidades posteriores das barbatanas pélvicas.

S. japonica tem corpo relativamente estreito e barbatanas peitorais e pélvicas muito desenvolvidas. As dobras de pele nas laterais da cabeça não apresentam lobos distintos. Os olhos são ovais e amplamente espaçados; logo atrás, encontram-se espiráculos em forma de meia-lua com grandes projeções retangulares em suas bordas anteriores. Cada narina é grande e precedida por uma pequena aba de pele com dois barbilhos; o barbilho externo é fino, enquanto o interno tem ponta em forma de colher e uma flange lisa a ligeiramente franjada na base. A boca é larga, posicionada terminalmente, com sulcos nos cantos. Há 10 fileiras de dentes [en] em cada lado de ambas as mandíbulas, separadas por um espaço no meio; os dentes são pequenos, estreitos e pontiagudos. Existem cinco pares de fendas branquiais nas laterais da cabeça.
A porção mais anterior de cada barbatana peitoral forma um lobo triangular separado da cabeça. As extremidades externas das barbatanas peitorais são angulares, e suas pontas posteriores são arredondadas. As barbatanas pélvicas têm margens convexas. As duas barbatanas dorsais angulares são semelhantes em forma e tamanho, localizadas atrás das barbatanas pélvicas. O pedúnculo caudal é achatado, com uma quilha em cada lado, sustentando uma barbatana caudal aproximadamente triangular com cantos arredondados. O lobo inferior da barbatana caudal é maior que o superior. A superfície dorsal é coberta por dentículos dérmicos de tamanho médio, e uma fileira distinta de espinhos grandes está presente ao longo da linha mediana do dorso e da cauda. A coloração dorsal varia de marrom claro a escuro, com uma densa cobertura de pontos escuros quadrados, que se tornam mais finos nas barbatanas. A parte inferior é branca com manchas escuras. Diversas fontes indicam comprimentos máximos variando de 1,5 a 2,5 m.

## Distribuição e habitat
A espécie Squatina japonica é nativa das águas frias do noroeste do Pacífico, com distribuição que se estende da costa leste de Honshu, Japão, até Taiwan, incluindo o sul do mar do Japão, o Mar Amarelo, o mar da China Oriental e o estreito de Taiwan. Algumas fontes antigas sugeriam sua ocorrência nas Filipinas, mas pesquisas recentes indicam que a única espécie de tubarão-anjo na região é S. caillieti. S. japonica habita a plataforma continental, geralmente em águas rasas, mas também a profundidades de até 300 m. É uma espécie bentônica, encontrada em fundos arenosos, frequentemente próximo a recifes rochosos.

## Biologia e ecologia

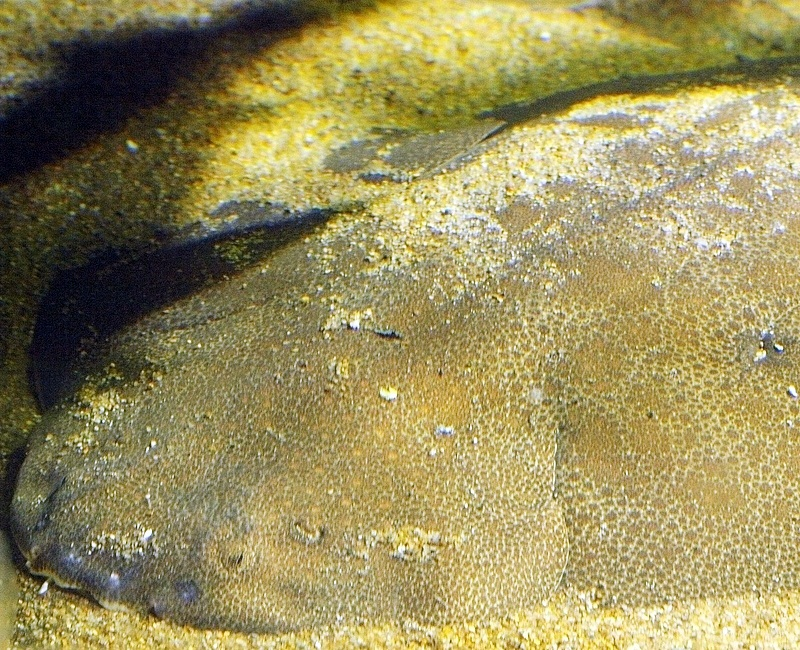
Os indivíduos de S. japonica geralmente permanecem imóveis e parcialmente enterrados durante o dia.

Durante o dia, os indivíduos permanece parcialmente enterrados no fundo, utilizando seu padrão de cores complexo para se camuflar enquanto embosca presas próximas. À noite, tornam-se mais ativos. Sua dieta inclui peixes demersais, cefalópodes e crustáceos. Podem ser encontrados sozinhos ou próximos a outros indivíduos de sua espécie. Parasitas documentados incluem as tênias Phyliobothrium marginatum e Tylocephalum squatinae, os copépodes Eudactylina squatini e Trebius shiinoi, e larvas praniza do isópode Gnathia trimaculata. A espécie é vivípara, e os embriões em desenvolvimento são nutridos por vitelo. Ninhadas de dois a dez filhotes nascem na primavera e no verão, com os recém-nascidos medindo 22 cm de comprimento. Fêmeas atingem a maturidade sexual com 80 cm, enquanto o tamanho de maturação dos machos é desconhecido.

## Interações com humanos
Esses tubarões são geralmente inofensivos para humanos, mas pode morder se provocados. Em grande parte de sua distribuição, é capturado frequentemente, intencionalmente ou não, em redes de arrasto e outros tipos de redes de pesca; sua carne é consumida, e a pele áspera é transformada em shagreen, um tipo de couro usado em acabamentos de madeira.
Tubarões-anjo em geral são altamente ameaçados por pescarias comerciais de arrasto devido à sua suscetibilidade à captura e baixa taxa de reprodução, e espécies de tubarões-anjo em outras regiões sofreram declínios significativos sob pressão pesqueira. A atividade de arrasto no Mar Amarelo e outras partes do noroeste do Pacífico é intensa e, combinada com a poluição, impactou severamente o ecossistema local. Estima-se que a população do Squatina japonica tenha declinado até 50% ou mais nessas condições, levando a espécie a ser classificada como criticamente em perigo pela União Internacional para a Conservação da Natureza (IUCN). A espécie pode se beneficiar de uma proibição de arrasto imposta em algumas áreas pelo governo chinês, embora a fiscalização seja inconsistente.

## Links externos
- "Descrição da espécie Squatina japonica" em Shark-References.com